# Gin Fizz
Il Gin Fizz è un cocktail, un long drink a base di gin e soda. È alcolico generalmente al 15%. È un cocktail ufficiale dell'IBA.

## Storia
Le origini del Gin Fizz si perdono lontane nei secoli: secondo alcuni la sua ricetta risale addirittura al 1750. Si tratta di una variante del Gin Tonic. Quest'ultimo pare sia stato inventato da alcuni ufficiali della Marina inglese, che nel 1750, dopo le campagne coloniali, presero l'abitudine di utilizzare il gin per combattere la febbre: da qui nacque il grande cocktail Gin Tonic. Infatti a quei tempi le navigazioni erano lunghe e in stiva si consumavano prodotti non freschi, soprattutto senza una delle vitamine più importanti: la C, utile a prevenire lo scorbuto. Da qui l'idea di preparare un elixir dove ci fosse anche il limone. Fu l'ammiraglio Nelson ad avere l'idea di miscelare questi ingredienti (si aggiungeva all'epoca, nella ricetta originale, la pianta della china). In questo modo l'alcool riusciva a conservare la vitamina C. Il successo della bevanda tra le truppe fu totale, soprattutto nella lotta allo scorbuto. Ancora oggi i marinai britannici sono soprannominati Limey (probabilmente derivato da lime juicer ("succo di lime") per l'usanza della Royal Navy di distribuire succo di lime per prevenire questa malattia. Al ritorno in patria, i marinai inglesi conservarono l'abitudine di consumare il gin in questo modo, ma modificarono la ricetta aumentando gli ingredienti e aggiungendo la soda water: ecco nato il Gin Fizz.

## Composizione
- 4 cl di gin
- a colmare con soda
- 3 cl succo di limone
- 1,5 cl sciroppo di zucchero

## Preparazione
Prendere un bicchiere di tipo highball e riempirlo di cubetti di ghiaccio. Prendere uno shaker e riempirlo a sua volta di cubetti di ghiaccio. Aggiungere in un bicchiere 1 cl (1/3 oz) di sciroppo semplice, 4,5 cl (1,5 oz) di gin e 3 cl (1 oz) di succo di limone fresco. Rimuovere l'acqua in eccesso dallo shaker, versarvi gli ingredienti e agitare. Rimuovere il ghiaccio dall'highball e versarvi la soluzione ottenuta. Completare aggiungendo 8 cl di soda. Guarnire con scorza di limone da riporre all'interno dell'highball e con una rondella di limone sul bicchiere. Servire senza cannuccia.

## Variante: Ramos Gin Fizz
- 4,5 cl di gin
- 1,5 cl di succo di limone fresco
- 1,5 cl di succo di lime fresco
- 3 cl di sciroppo semplice
- 6 cl di panna (heavy cream)
- 3 gocce di acqua di fiori d'arancio
- 2 gocce di estratto di vaniglia
- 1 albume d'uovo
- soda

Prendere un collins, aggiungere 4,5 cl (1,5 oz) di gin, 1,5 cl di succo di limone fresco e 1,5 cl di succo di lime fresco e 3 cl (1 oz) di sciroppo semplice. Aggiungere quindi tre gocce di acqua di fiori d'arancio, quindi un paio di gocce di estratto di vaniglia. Aggiungere 6 cl (2 oz) di panna (heavy cream) e l'albume di un uovo. Mettere tutto in uno shaker senza ghiaccio ed agitare per almeno 3 minuti, poi ripetere l'operazione riempiendolo di ghiaccio. In teoria si dovrebbe agitare per un totale di ben 12 minuti. Versare nel bicchiere collins senza ghiaccio. Aggiungere quindi soda sino all'orlo del bicchiere. Servire con cannuccia.